# IC 700
IC 700 ist eine Balken-Spiralgalaxie vom Hubble-Typ SBm im Sternbild Löwe an der Ekliptik. Sie ist schätzungsweise 61 Millionen Lichtjahre von der Milchstraße entfernt und hat einen Durchmesser von etwa 20.000 Lichtjahren.
Im selben Himmelsareal befinden sich u. a. die Galaxien NGC 3697 und IC 701.
Das Objekt wurde am 28. April 1892 vom französischen Astronomen Stéphane Javelle entdeckt.